# یواس‌اس پیکرل (اس‌اس-۵۲۴)
یواس‌اس پیکرل (اس‌اس-۵۲۴) (به انگلیسی: USS Pickerel (SS-524)) یک زیردریایی است که طول آن ۳۰۷ فوت (۹۴ متر) می‌باشد. این زیردریایی در سال ۱۹۴۴ ساخته شد.